# Roccasecca
Roccasecca és un comune (municipi) de la província de Frosinone, a la regió italiana del Laci. Hi va néixer Tomàs d'Aquino.
Rocassecca limita amb els municipis de Colfelice, Colle San Magno, Pontecorvo, San Giovanni Incarico, Santopadre, Castrocielo i Rocca d'Arce.
A 1 de gener de 2019 tenia 7.408 habitants.

## Història
La història de Roccasecca va estretament lligada a la seva posició estratègica, una rocca a l'entrada de dos congostos que donen accés a la vall del Comino per sota dels vessants del Monte Asprano, una muntanya de 553 metres, el que proporciona una posició natural per controlar l'ample vall del riu Liri. Roccasecca va servir com a estació de pas a les antigues legions romanes i els exèrcits invasors que travessaven el riu Melfa, on encara hi ha restes de tres antics ponts.
Se sol recordar que Tomàs d'Aquino va néixer a Roccasecca el 1225, al castell del seu pare Landulf, Comte d'Aquino, que va ser una important estructura defensiva que Manso, abat de Monte Cassino, va erigir el 994, i que forma part de les defenses exteriors de l'Abadia, situada a uns quilòmetres de distància. L'abat va encomanar la rocca a una branca col·lateral dels Comtes d'Aquino, que tenien la seu principal a Aquino, 8 km al sud; van conservar la custòdia de la fortificació al llarg dels segles mitjançant nombroses batalles.
Després de mitjan segle xvi, alguns dels habitants van baixar a la vall per aixecar-hi allotjament permanent, donant lloc a les frazioni de Roccasecca Centro, Castello i Caprile. Durant els segles posteriors, la rocca de Roccasecca va passar diverses vegades dels reis de Nàpols als Estats Pontificis, pel poder resultant sobre la Vall del Liri. Només el 1583 Roccasecca va obtenir certa seguretat permanent, quan els comtes d'Aquino van vendre els drets a Giacomo Boncompagni, duc de Sora, el fill il·legítim del papa Gregori XIII (nascut Ugo Boncompagni), que en va fer per primera vegada un feu papal. Al segle xvii, Roccasecca va caure amb la resta del sud d'Itàlia sota el control dels Habsburg. Al segle xviii, les sequeres, les malalties i una pressió fiscal excessiva van reduir dràsticament la població.
Després de la unificació italiana el 1860, amb l'arribada el 1902 d'una línia de ferrocarril a Avezzano que unia Roccasecca amb el món, va facilitar l'emigració cap al nord industrial i cap a l'estranger. Però la vida agrícola de Roccasecca va romandre ininterrompuda fins a la Segona Guerra Mundial. La Guerra va ser un episodi tràgic: Roccasecca va ser triada, a causa de la seva estació de ferrocarril i el seu ferrocarril a través del riu Melfa, com a seu per al 14è cos de blindats alemany (XIV Panzerkorps) sota el general Fridolin von Senger und Etterlin, amb la conseqüència de bombardejos aliats repetits, que van danyar durament la població i van culminar amb un atac ferotge a l'estació de ferrocarril.
Durant la postguerra, la reconstrucció va portar per primera vegada alguna indústria i una reurbanització moderna a la zona enderrocada al voltant de l'estació de ferrocarril restaurada. El setè centenari de la mort de Sant Tomàs d'Aquino es va celebrar amb la visita del Papa Pau VI el 14 de setembre de 1974.